# Abandoned
Abandoned är en amerikansk thrillerfilm från 2010 i regi av Michael Feifer. Huvudrollen som Mary spelas av Brittany Murphy, vilken blev Murphys sista roll.

## Handling
Nyförälskade Mary Walsh (Brittany Murphy) söker desperat efter sin pojkvän som har försvunnit på ett lokalt sjukhus under en rutinmässig dagkirurgi. Man hittar inga spår av honom, eller att han ens kommit dit den dagen och ser i stället till att boka Mary för sinnessjukdom.

## Om filmen
Abandoned blev Brittany Murphys sist inspelade film; hon avled den 20 december 2009. Filmen är dedicerad till henne.